# Mauterndorf
Mauterndorf je městys v rakouské spolkové zemi Salcbursko, v okrese Tamsweg.
K 1. lednu 2014 zde žilo 1 692 obyvatel.